# Stanislav Neumann (politik)
Stanislav Neumann (1826 – 7. dubna 1880 Praha), byl rakouský a český právník a politik, v 60. a 70. letech 19. století poslanec Českého zemského sněmu a Říšské rady. Byl otcem básníka Stanislava Kostky Neumanna.

## Biografie
Profesně působil jako právník, advokát. Koncem 60. let 19. století se uvádí jako advokát v Berouně. V 70. letech 19. století byl, již jako pražský advokát, členem Advokátní komory. Byl otcem básníka Stanislava Kostky Neumanna.
V 60. letech 19. století se zapojil i do zemské politiky. V doplňovacích volbách v září 1869 byl zvolen na Český zemský sněm za městskou kurii (obvod Hořovice – Beroun – Rokycany – Radnice). Mandát na sněmu obhájil, opět za svůj obvod, i ve volbách do Českého zemského sněmu roku 1870 a volbách roku 1872. V rámci tehdejší politiky české pasivní rezistence křeslo nepřebíral a byl opakovaně zbavován mandátu a manifestačně znovu volen. Uspěl takto v doplňovacích volbách roku 1873, v doplňovacích volbách roku 1874, roku 1875, roku 1876 a roku 1877.
Zasedal také v Říšské radě (celostátní zákonodárný sbor), kam ho vyslal zemský sněm roku 1869 (tehdy ještě Říšská rada nevolena přímo, ale tvořena delegáty jednotlivých zemských sněmů). Nesložil ale slib, protože se odmítl podílet na činnosti Říšské rady. Uspěl i v přímých volbách do Říšské rady roku 1873, a to za městskou kurii (obvod Příbram, Dobříš, Blatná). Z politických důvodů se opět nedostavil do sněmovny, čímž byl jeho mandát i přes opakované zvolení prohlášen za zaniklý.
Zemřel v Praze roku 1880. Pohřben byl v rodinné hrobce na Olšanských hřbitovech.